# Marianne Loibl
Marianne Loibl (* 1967 in Dillingen an der Donau als Marianne Brandl) ist eine deutsche Schriftstellerin.

## Leben
Marianne Loibl wurde 1967 als zweites Kind der Familie Brandl geboren und wuchs in Fürstenfeldbruck auf. Im Alter von zwölf Jahren sandte sie ihr erstes Manuskript an einen Jugendbuchverlag. Später absolvierte sie die Städtische Riemerschmid-Wirtschaftsschule München und machte eine Ausbildung zur Industriekauffrau.
1994 schrieb Marianne Loibl ihr erstes Sachbuch. An der Akademie der Bayerischen Presse bildete sie sich fort und machte das Schreiben zum Beruf. Inzwischen hat die Autorin mehr als 25 Bücher veröffentlicht.
Loibl ist Mitglied der Autorenvereinigung Das Syndikat.

## Werke
- Rote Drachensuppe. Knaur, München 2004, ISBN 3-426-66912-9.
- Mit Stefanie Braun: Das Alete-Kochbuch: gesunde Beikost fürs Baby. Kösel, München, 2002, ISBN 3-466-34451-4.
- Mit Walter Dorsch: Hausmittel für Kinder: Kinder natürlich, sanft und sicher heilen. Gräfe und Unzer, München, 2006, ISBN 978-3-7742-4802-1.
- Faustdicke Freunde. BVK Buchverlag, Kempen, 2009, ISBN 978-3-86740-161-6.
- Die kleine Ballerina. Arena, Würzburg 2007, ISBN 978-3-401-08724-5.
- Tief im Wald: Mord in Ringelai. edition lichtland, Freyung, 2011, ISBN 978-3-942509-10-7.
- Stille Nacht: Kommissar Kremmels zweiter Fall. edition lichtland, Freyung, 2011, ISBN 978-3-942509-02-2.
- Sommer im Zauberwald. edition lichtland, Freyung, 2011, ISBN 978-3-9812924-8-0.
- Sternenhimmel. edition lichtland, Freyung, ISBN 978-3-942509-20-6.
- Vampir Theo und die neuen Zähne. Im Reich der Silberdrachen. Brockhaus, Gütersloh 2012, ISBN 978-3-577-20003-5.